# ريم بوقمرة
ريم بوقمرة (12 أكتوبر 1984 - ) هي مذيعة أخبار وصحفية تونسية من مواليد مدينة سوسة. درست القانون والعلوم السياسية في جامعة تونس المنار. بدأت العمل في قناة 21 وبعدها في قناة حنبعل و تلفزيون قطر قبل الاستقرار في قناة العربية. كانت متزوجة من هيكل الشعري، قبل أن تتزوج من زياد الشتيوي عام 2017 و انتقلت للعيش في باريس.